# Sixalix semipapposa
Sixalix semipapposa är en tvåhjärtbladig växtart som först beskrevs av Dc., och fick sitt nu gällande namn av W. Greuter och Burdet. Sixalix semipapposa ingår i släktet Sixalix och familjen Dipsacaceae. Inga underarter finns listade i Catalogue of Life.